# Брус Бък
Брус М. Бък (на английски: Bruce M. Buck) е американски адвокат и основаването управляващ партньор на лондонския офис на адвокатска кантора Skadden, Arps, Slate, Meagher & Flom. Той е и председател на футболния клуб Челси. Неговите сфери на дейност са европейските сливания и придобивания, проектно финансиране и капиталови пазари.
|  | Тази страница частично или изцяло представлява превод на страницата Bruce Buck в Уикипедия на английски. Оригиналният текст, както и този превод, са защитени от Лиценза „Криейтив Комънс – Признание – Споделяне на споделеното“, а за съдържание, създадено преди юни 2009 година – от Лиценза за свободна документация на ГНУ. Прегледайте историята на редакциите на оригиналната страница, както и на преводната страница, за да видите списъка на съавторите. ВАЖНО: Този шаблон се отнася единствено до авторските права върху съдържанието на статията. Добавянето му не отменя изискването да се посочват конкретни източници на твърденията, които да бъдат благонадеждни. |